# Petr Eim
Petr Eim (* 5. Februar 1985 in Holešov) ist ein tschechischer Voltigierer und wurde 2008 Weltmeister im Herren-Einzel. 
Eim studierte Tiermedizin in Brünn.

## Erfolge
Siege und Platzierungen in der Einzelwertung:
Weltmeisterschaften
- Gold: 2008
- 6. Platz: 2002, 2010
- 8. Platz: 2004

Europameisterschaften
- 4. Platz: 2005
- 6. Platz: 2007

CVI-Siege
- 2008 Brno (CZE)
- 2009 São Paulo (BRA)

Tschechische Meisterschaften
- Gold: 2004, 2006, 2007, 2008, 2009

Im Gruppenwettbewerb erreichte er 2002 den 6. Platz bei der WM.